# Keltiska språk

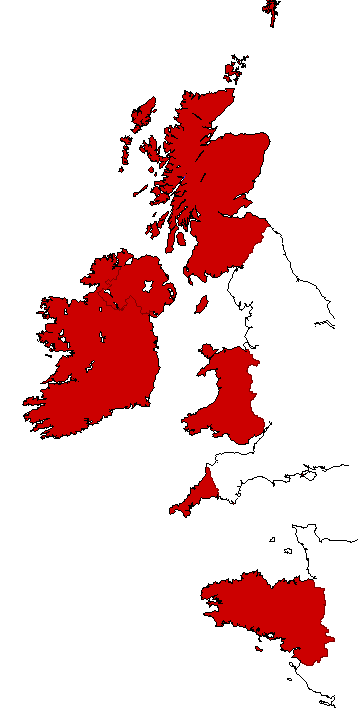
Karta över de keltiska nationerna.

De keltiska språken hör till de indoeuropeiska språken och talades tidigare över stora delar av Europa men är numera utdöda utom i några regioner på Atlantkusten. De levande keltiska språken består av iriska, kymriska, skotsk gaeliska, manx, bretonska och korniska. Av de utdöda keltiska språken är galliska både det mest välkända och det bäst dokumenterade.
Det finns en rik litteratur på de keltiska språken. Det gäller både äldre och nyare litteratur. Inte minst den engelska litteraturen har hämtat mycket inspiration härifrån.
Keltiska språk kallas den grupp av de indoeuropeiska språken, som talats av de till den keltiska folkfamiljen hörande folken och stammarna. De tillhör den västra halvstammen av de indoeuropeiska språken, de så kallade kentumspråken.

## Indelningar
De keltiska språken kan delas in i två mer övergripande stammar på två olika sätt, som ger vissa skillnader i vilka språk som räknas in i respektive stam.
Den ena indelningsformen tar fasta på en ljudomvandling och skiljer mellan P-keltiska och Q-keltiska. De brittoniska och galliska språkgrupperna räknas då till P-keltiska medan de goideliska och keltoiberiska språken räknas till Q-keltiska. Skillnaden syns till exempel i ordet för ’son’, som blir mac (med hårt k-ljud) i Q-språken och map i P-språken.
Den andra indelningen tar fasta på de keltiska öspråken, goideliska och brittoniska, respektive fastlandsspråken, galliska och keltoiberiska. Enligt denna uppfattning har ljudomvandlingen skett parallellt men oberoende av varandra.

### P-/Q-keltiska hypotesen
- Urkeltiska
  - P-keltiska språk
    - Galliska
      - Lepontiska
      - Galatiska

    - Brittiska språk
      - Kumbriska
      - Piktiska
      - Fornkymriska
      - Medelkymriska
        - Kymriska

      - Sydvästbrittiska språk
        - Bretonska
        - Korniska

  - Q-keltiska språk
    - Keltoiberiska
    - Gaeliska språk
      - Primitiv iriska
      - Forniriska
      - Medeliriska
        - Iriska
        - Skotsk gaeliska
        - Manx (manniska)

### Ö-/fastlandskeltiska hypotesen
- Urkeltiska
  - Fastlandskeltiska språk
    - Galliska
      - Lepontiska
      - Galatiska

    - Keltoiberiska

  - Ökeltiska språk
    - Gaeliska språk
      - Primitiv iriska
      - Forniriska
      - Medeliriska
        - Iriska
        - Skotsk gaeliska
        - Manx (manniska)

    - Brittiska språk
      - Kumbriska
      - Piktiska
      - Fornkymriska
      - Medelkymriska
        - Kymriska

      - Sydvästbrittiska språk
        - Bretonska
        - Korniska

## Möjligen keltiska språk
Det har föreslagits att flera dåligt dokumenterade språk kan ha varit keltiska.
Forntida belgiska
Camunic är ett utdött språk som talades under det första årtusendet f.Kr. i Val Camonica- och Valtellina -dalarna i centrala Alperna. Det har nyligen föreslagits vara ett keltiskt språk. 
Ivernic
Fornliguriska, i norra Medelhavskusten som sträcker sig över de sydöstra franska och nordvästra italienska kusterna, inklusive delar av Toscana, Elba-ön och Korsika. Xavier Delamarre hävdar att liguriska var ett keltiskt språk, liknande galliska.  Den ligurisk-keltiska frågan diskuteras också av Barruol (1999). Forntida liguriska är antingen listad som keltisk (epigrafisk),  eller para-keltisk (onomastisk).
Lusitanska, som talades i området mellan floderna Douro och Tagus i västra Iberien (en region som sträcker sig över den nuvarande gränsen mellan Portugal och Spanien). Språket är känt från endast fem inskriptioner och olika ortnamn.  Det är ett indoeuropeiskt språk och vissa forskare har föreslagit att det kan vara ett para-keltiskt språk, som utvecklades tillsammans med keltiska eller bildade ett dialektkontinuum med tartessiska och galicisk keltiska. Detta är knutet till en teori om ett iberiskt ursprung för de keltiska språken. Det är också möjligt att de Q-keltiska språken ensamma, inklusive goideliska, har sitt ursprung i västra Iberien (en teori som först lades fram av Edward Lhuyd 1707) eller delade en gemensam språklig förfader med lusitanska.  Sekundära bevis för denna hypotes har hittats i forskning av biologiska forskare, som har identifierat djupt rotade likheter i mänskligt DNA som finns exakt i både det tidigare Lusitanien och på Irland. Den så kallade "lusitanska utbredningen" av djur och växter som är unik för västra Iberien och Irland.
Båda fenomenen anses nu i allmänhet ha orsakats av mänsklig utvandring från Iberien till Irland, under de sena paleolitiska eller tidiga mesolitiska epokerna.  Andra forskare ser större språkliga affiniteter mellan lusitanska, proto-gallo-italiska (särskilt med liguriska) och gammaleuropeiska. Framstående moderna lingvister som Ellis Evans, tror att gallaecian-lusitanska faktiskt var samma språk (inte separata språk) i den "P" keltiska varianten.
Rätiska, talades i centrala Schweiz, Tyrolen i Österrike och alpregionerna i nordöstra Italien. Språket är dokumenterat av ett begränsat antal korta inskriptioner (funna i norra Italien och västra Österrike) i två varianter av det etruskiska alfabetet. Dess språkliga kategorisering är inte klart fastställd, och den har en förvirrande blandning av vad som verkar vara etruskiska, indoeuropeiska och osäkra andra element. Howard Hayes Scullard hävdar att rätiska också var ett keltiskt språk.
Tartessiska, som talades i sydvästra  iberiska halvön (främst i södra Portugal och sydvästra Spanien).  Tartessian är känd från 95 inskriptioner, varav den längsta har 82 läsbara tecken. John T. Koch hävdar att tartessiska också var ett keltiskt språk.

## Historia
De ökeltiska språken (med bretonskan) har fortlevt till närvarande tid, under det de fastlandskeltiska språken gick under i och med romaniseringen, respektive germaniseringen (till exempel av belgarna). De romanska språken har emellertid under form av lånord bevarat rätt mycket keltiskt språkmaterial och särskilt de romanska språken i Frankrike torde till sin allmänna ljudhabitus rönt stark inverkan av keltiskans ljudbestånd.
Den fastlandskeltiska gruppen torde bestått av flera språk, liksom det fanns en hel mängd folkstammar, vilka vi känner från Julius Caesar och andra klassiska författare. Språkresterna är emellertid för sparsamma för att tillåta ett någorlunda säkert omdöme. De äldsta språkliga kvarlevorna utgörs av inskrifter från norra Italien skrivna med alfabetet i Lugano (Schweiz) på lepontiska. Därnäst galliska inskrifter skrivna med det grekiska alfabetet runt Marseille. I Gallia Cisalpina användes ett nordetruskiskt alfabet från slutet av andra århundradet f. Kr.; därnäst (smärre) inskrifter i grekisk och latinsk skrift från kejsartiden; övrigt material, namn och glosor, hos främmande skriftställare.